# 佐久間信寿
佐久間 信寿（さくま のぶとし）は、江戸時代後期の旗本。佐久間信之の次男。
寛政9年（1797年）7月25日、父より家督（400石）を継いだ。
『寛政重修諸家譜』編纂時の当主。寛政11年（1799年）の時点で役職は小普請。屋敷は三田魚籃下。